# Festival Internacional de Cinema de Berlim 1954
A 4ª edição anual do Festival Internacional de Cinema de Berlim foi realizado entre os dias 18 a 29 de junho de 1954. O festival deste ano não deu nenhum prêmio oficial do júri, em vez disso, os prêmios foram concedidos pelo voto do público. Isso continuou até que a FIAPF concedeu a Berlim como "status A" em 1956. David Lean ganhou o Urso de Ouro pelo público que votou no filme Hobson's Choice no festival.

## Filmes em competição
Os seguintes filmes competiram pelos prêmios Urso de Ouro e Urso de Prata:
| † | Vencedor do prêmio principal de melhor filme em sua seção |
| Título                                           | Diretor(es)       | País           |
| ------------------------------------------------ | ----------------- | -------------- |
| Det stora äventyret                              | Arne Sucksdorff   | Suécia         |
| Hobson's Choice                                  | David Lean        | Reino Unido    |
| Ikiru                                            | Akira Kurosawa    | Japão          |
| La grande speranza                               | Duilio Coletti    | Itália         |
| Le Défroqué                                      | Léo Joannon       | França         |
| Pane, amore e fantasia                           | Luigi Comencini   | Itália         |
| Sinhá Moça                                       | Tom Payne         | Brasil         |
| The Living Desert                                | James Algar       | Estados Unidos |
| Een gouden eeuw-de kunst der Vlaamse primitieven | Paul Haesaerts    | Bélgica        |
| 20,000 Leagues Under the Sea                     | Richard Fleischer | Estados Unidos |

## Prêmios
Os seguintes prêmios foram concedidos por votos do público:
- Urso de Ouro: Hobson's Choice por David Lean
- Urso de Prata: Pane, amore e fantasia por Luigi Comencini
- Urso de Bronze: Le Défroqué por Léo Joannon
- Grande Medalha de Ouro (documentários e filmes de cultura): The Living Desert por James Algar
- Grande Medalha de Prata (documentários e filmes de cultura): Det stora äventyret po Arne Sucksdorff
- Grande Medalha de Bronze (documentários e filmes de cultura): Een gouden eeuw-de kunst der Vlaamse primitieven por Paul Haesaerts